# Pizzicato (Magazin)
Pizzicato ist eine luxemburgische Musikzeitschrift.

## Magazin
Pizzicato ist eine in Luxemburg beheimatete Online-Musikzeitschrift, die lange Zeit als gedrucktes Magazin veröffentlicht wurde. Seit 2014 ist sie nur noch im Internet präsent. Der redaktionelle Inhalt ist auf klassische Musik begrenzt und besteht aus Nachrichten aus der Klassikwelt, Rezensionen, Interviews und Features. Chefredakteur ist seit 1991 der Musikjournalist Remy Franck (* 1952). Er ist auch Präsident der International Classical Music Awards (ICMA).

## Geschichte
Pizzicato erschien als gedrucktes Magazin zunächst von 1951 bis 1959. Herausgeber waren die Jeunesses Musicales du Luxembourg, die 1991 die Zeitschrift erneut auf den Markt brachten. Ab 1994 erschien sie monatlich bei Artevents GmbH in Luxemburg und erreichte eine Auflage von 4000 Exemplaren, die in Luxemburg, Deutschland, Frankreich und Belgien vertrieben wurde. Nach Einstellung der Förderung durch das luxemburgische Kulturministerium wurde die Printausgabe aufgegeben. Seit 2014 ist Pizzicato nur noch im Internet zugänglich. Herausgeber ist nun Orkite a.s.b.l.
Pizzicato war zunächst Mitglied der Jury der Cannes Classical Awards, danach der Nachfolgejury MIDEM Classical Awards und schließlich, nach erneuter Namensänderung, der International Classical Music Awards (ICMA).
Pizzicato ist im Internet frei zugänglich und hat seit seinem ersten Auftreten im Internet 2013 über 7.700 Artikel veröffentlicht (Stand Februar 2017), davon 2.200 Audio- und Videorezensionen. Besonders herausragende Releases werden mit einem Supersonic Award ausgezeichnet.
Die verwendeten Sprachen sind hauptsächlich Deutsch und Englisch, hin und wieder auch Französisch. Neben den News werden vor allem die Rezensionen häufig abgerufen.